# Gaspar Marín
José Gaspar Marín Esquivel (La Serena, 1772-Santiago, 24 de febrero de 1839) fue un abogado y político chileno. Tuvo importante participación en la Primera Junta de Gobierno y en la naciente vida política del país; se desempeñó como diputado y senador, además de ejercer como el secretario de numerosas juntas de gobierno durante la Patria Vieja.

## Biografía

### Familia
Nació en La Serena el año 1772, hijo de José Fermín Marín y Aguirre y de Josefa del Carmen de Esquivel y Hernández Pizarro. Se casó con Luisa Recabarren Aguirre con quien tuvo cinco hijos: Francisco, Mercedes, Ventura, Estanislao y Javiera. Francisco y Ventura se desempeñaron como parlamentarios, mientras que Mercedes fue una de las precusoras de la literatura chilena.

### Estudios y vida laboral
Realizó sus estudios secundarios en el Colegio Convictorio Carolino. Continuó sus estudios superiores en la Facultad de Teología de la Real Universidad de San Felipe donde se graduó de bachiller en dicha rama el 29 de octubre de 1790, se tituló de licenciado y doctor el 1 de abril de 1791, se graduó de bachiller en Sagrados Cánones y Leyes el 31 de julio de 1793 y se doctoró en Cánones y Leyes el 2 de mayo de 1804. Juró como abogado el 4 de febrero de 1795 y se dedicó a ejercer su profesión.
En 1809 presidió la Academia de Abogados, mientras que en 1823, fue fiscal de la Corte Suprema de Justicia. Asimismo, ejerció como ministro de la Corte Suprema desde el 31 de diciembre de 1823 cargo del que fue separado por una orden de arresto el 8 de octubre de 1825 y reincorporado en 1828. Se jubiló del poder judicial en 1835.

## Trayectoria política
Inició su carrera política en 1808, como asesor del consulado y de la Capitanía General por Mateo de Toro y Zambrano.
Luego fue integrante del Cabildo Abierto del 18 de septiembre de 1810, juramentando lo siguiente:

Juro ante Dios a usar fielmente el cargo para el que había sido elegido, derramar la última gota de sangre en defensa del Reino, propender, con todo empeño, a conservarlo para nuestro amado monarca Fernando VII y seguro asilo de nuestros amados, afligidos hermanos europeos; obedecer siempre a los legítimos representantes de la soberanía y proporcionar el mayor bien posible a todos los habitantes del Reino.

Asumió como secretario de Gobierno de la primera Junta Gubernativa del Reino del 18 de septiembre de 1810 a cargo de los departamentos de Justicia, Guerra y Negocios Extranjeros. Continuó como secretario en la Junta Gubernativa del Reino (reintegro) del 2 de abril de 1811 y como secretario en la Junta Gubernativa del Reino (integración) del 2 de mayo de 1811. De la misma manera integró el Tribunal Superior de Gobierno (integración) del 10 de mayo de 1811 y del 17 de mayo de 1811. Fue también miembro del Tribunal Ejecutivo del 4 de septiembre de 1811.
Fue elegido como diputado suplente por Los Ángeles en el Primer Congreso Nacional, ejerciendo el cargo entre el 4 de julio y el 2 de diciembre de 1811. Reemplazó al diputado propietario José María Benavente Bustamante quien aceptó una comisión al extranjero.
Paralelamente se desempeñó como vocal por la parte septentrional de la Junta Provisional de Gobierno del 16 de noviembre de 1811. Renunció el 3 de diciembre de 1811 luego de la disolución del Congreso Nacional, conjuntamente con Bernardo O'Higgins, cuya renuncia no se hizo efectiva hasta el día 13.
Luego fue elegido como diputado propietario en el Senado de 1812. Fungió el cargo desde el 10 de noviembre de 1812 hasta enero de 1814. Fue comisionado el 15 de julio para velar por la libertad de imprenta.
En 1820 comprometió al general José de San Martín a usar la bandera chilena en la Expedición Libertadora del Perú.
Seguiría integrando el Congreso, está vez como diputado suplente por Santiago, en el Congreso General de la Nación, desde 10 de noviembre de 182 hasta el 11 de mayo de 1825. Asimismo, fue elegido diputado por Colchagua, en las Asambleas Provinciales de 1825 (Asamblea Provincial de Santiago), actuando desde el 3 de septiembre hasta el 8 de octubre de 1825. Fue vicepresidente de la Asamblea, el 16 de septiembre del mismo año.
Tres años después, fue elegido como diputado propietario por Illapel y Combarbalá en el Congreso General Constituyente de 1828, ejerciendo desde el 25 de febrero al 7 de agosto de 1828. Integró la Comisión Permanente de Debates, la de Justicia y Legislación, y la de Agricultura, Comercio e Industria. Allí firmó la Constitución de 1828 (como diputado por Illapel) y la de 1833, en la sala de sesiones, en Santiago de Chile, a 22 de mayo de 1833.
En las elecciones parlamentarias de 1828 regresó a la cámara alta como senador por Illapel y Combarbalá en el I Congreso Nacional (primer periodo legislativo), desde el 6 de agosto de 1828 hasta el 31 de enero de 1829. Integró como reemplazante las comisiones permanentes de Negocios Constitucionales y la de Legislación.
En las elecciones parlamentarias de 1829 obtuvo la reelección como senador pero por Coquimbo en el II Congreso Nacional, por el periodo legislativo desde el 1 de agosto al 6 de noviembre de 1829. Se incorporó el 23 de septiembre, en reemplazo de Juan Antonio Guerrero Gayón de Celis quien asumió también una senaturía. Fue reemplazante en la Comisión Permanente de Negocios Constitucionales y en la de Legislación.
Por último, fue elegido como diputado propietario por Vallenar, por el periodo 1831-1834. Fue vicepresidente de la Cámara el 1 de junio de 1832. Integró la Comisión Permanente de Legislación y Justicia y la de Hacienda; también la de Comercio y Artes, como reemplazante.
Como ciudadano formó parte de la Gran Convención en el Congreso Nacional (4° periodo legislativo 1834-1837), cuyo propósito fue reformar la Constitución de 1828. Esta Convención no tuvo las atribuciones legislativas corrientes de los congresos constituyentes que la precedieron y estuvo formada por diputados y ciudadanos corrientes.
Falleció en Santiago el 24 de febrero de 1839, siendo ministro de la Corte Suprema.